# Nercillac
Nercillac település Franciaországban, Charente megyében. Lakosainak száma 1036 fő (2022. január 1.). Nercillac Boutiers-Saint-Trojan, Chassors, Julienne, Réparsac, Saint-Brice és Val-de-Cognac községekkel határos.

## Népesség
A település népessége az elmúlt években az alábbi módon változott:
| Lakosok száma | 764  | 1047 | 1159 | 1012 | 1066 | 1089 | 1081 | 1047 | 1047 | 1036 |
|               | 1968 | 1982 | 1990 | 2006 | 2013 | 2015 | 2017 | 2019 | 2020 | 2022 |